# Mansudae Art Studio

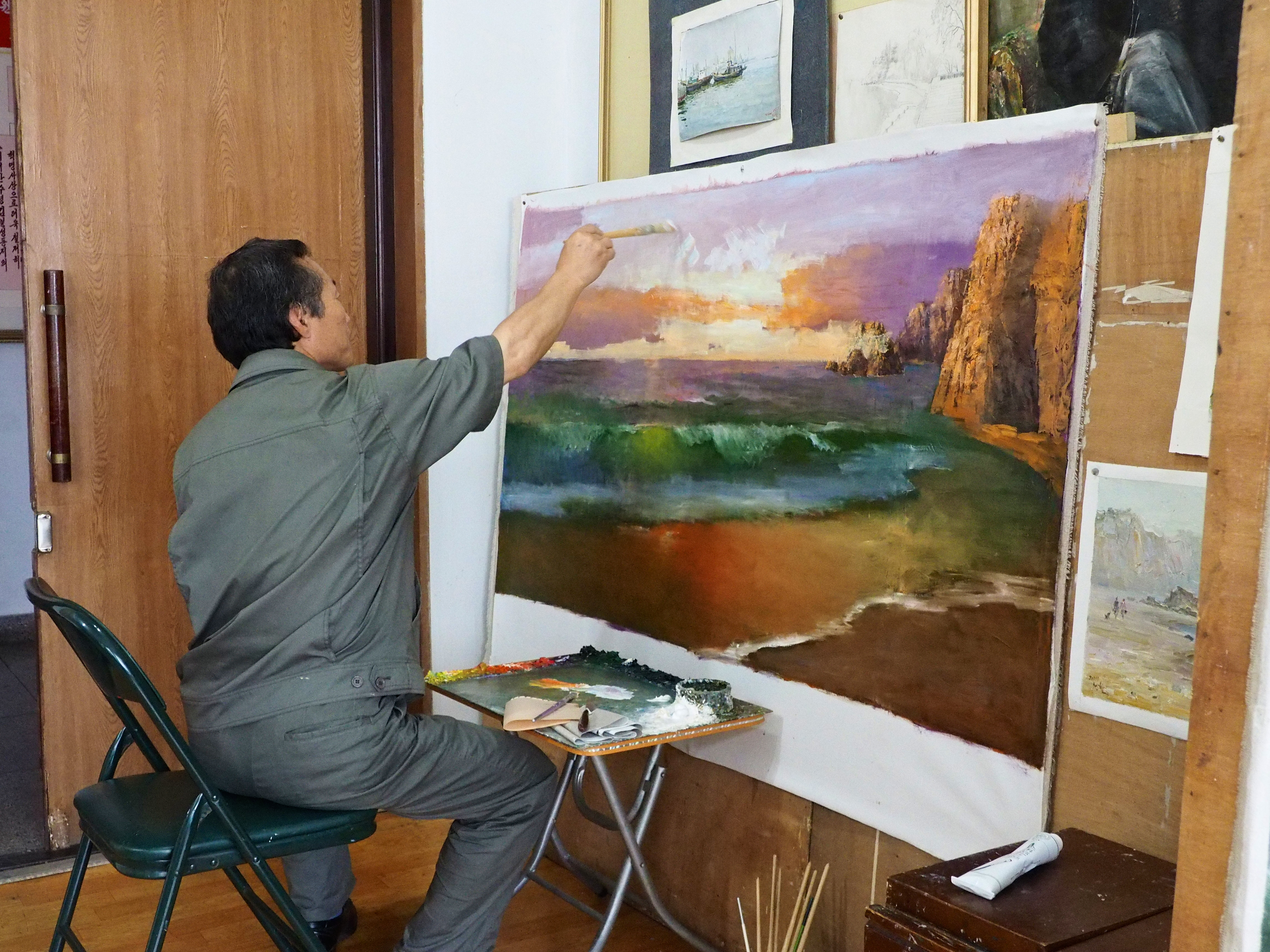
En målande konstnär på Mansudae Art Studio.

Mansudae Art Studio är en statlig anläggning för att producera konstverk i Pyeongcheondistriktet i Pyongyang i Nordkorea, som grundades 1959. 
Den är en av världens största konstfabriker och har en inomhusyta på omkring 80 000 kvadratmeter. Mansudae Art Studio har omkring 4 000 anställda, varav ungefär 1.000 är konstnärer med utbildning på olika konstskolor i Nordkorea, flertalet med utbildning från Pyongyangs konstnärliga universitet. 
Anläggningen är organiserad i 13 grupper, bland annat för träsnitt, kolteckningar, keramik respektive broderi. Alla bilder av medlemmar av Kim-dynastin har gjorts på Mansudae Art Studio.
Studion ligger i ett eget campus med fotbollsstadion, bastu, vårdcentral, anläggning för papperstillverkning och barndaghem.
År 2009 öppnade Mansudae Art Studio konsthallen Mansudae Art Museum, med försäljning, i Konstzon 798 i Beijing i Kina.

## Skulpturer i Nordkorea
Mansudae Art Studio har skapat och tillverkat ett flertal offentliga skulpturer i Nordkorea, varav de mest kända är Chollimamonumentet och Monumentet över Nordkoreas arbetarepartis grundande samt statyerna över Kim Il-sung och Kim Jong-il vid Monumentet i Mansu.
Chollimamonumentet, som också finns på Mansudae Art Museum i Beijing och skapades 1961, avbildar en mytisk bevingad häst som kan flyga tusen "li" (omkring 800 kilometer) om dagen. Hästen har en ryttare i form av en arbetare.
Monumentet över Nordkoreas arbetarpartis grundande skapades 1995 för att fira 50-årsjubileet av partiets grundande. Det är knappt 50 meter högt och avbildar tre gigantiska nävar som håller en hammare, respektive en skära och en kalligrafpensel.
Monumentet i Mansu består bland annat av två bronsstatyer, som är 20 meter höga och därmed landets största.

## Mansudae Overseas Project Group
Huvudartikel: Mansudae Overseas Projects Group
Mansudae Art Studio har en utlandsavdelning, Mansudae Overseas Project Group, som grundades på 1970-talet. Mansudae Overseas Project Group är idag en omfattande exportorganisation som har uppfört monument, stadion och palats i flera länder, framför allt i Afrika. Organisationen sänder stora grupper av konstnärer och byggnadsarbetare på långtidsuppdrag i andra länder.
År 2005 fick Mansudae Overseas Projects Group uppdraget att tillverka en kopia av Sagofontänen utanför teaterhuset i Frankfurt am Main i Tyskland. Den ursprungliga jugendfontänen från 1910 hade smälts ned under andra världskriget som råvara för vapentillverkning och de ursprungliga ritningarna hade gått förlorade. En rekonstruktion gjordes av nordkoreanerna efter gamla fotografier.

## Bildgalleri

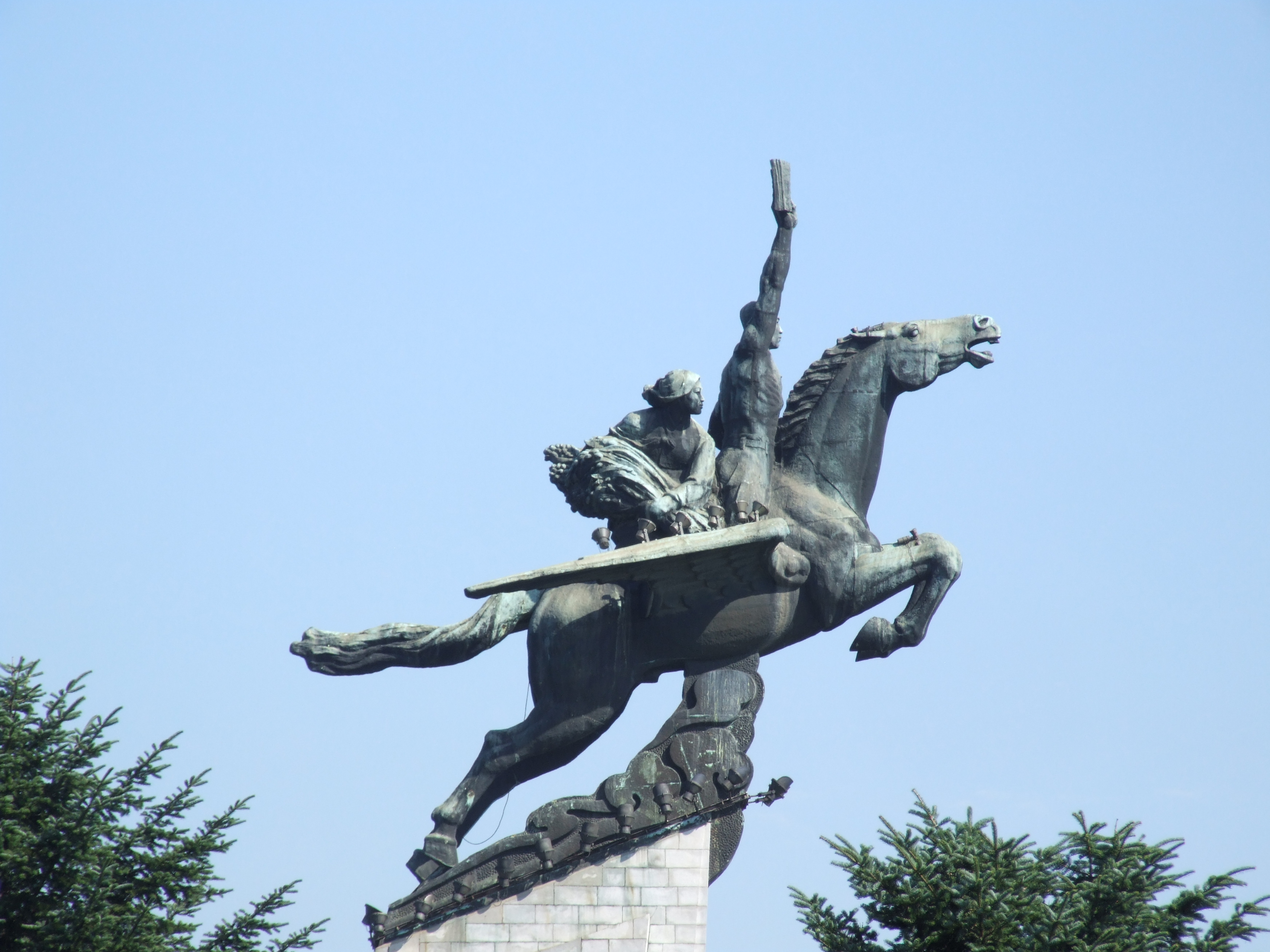
Chollimamonumentet vid foten av Mansu Hill
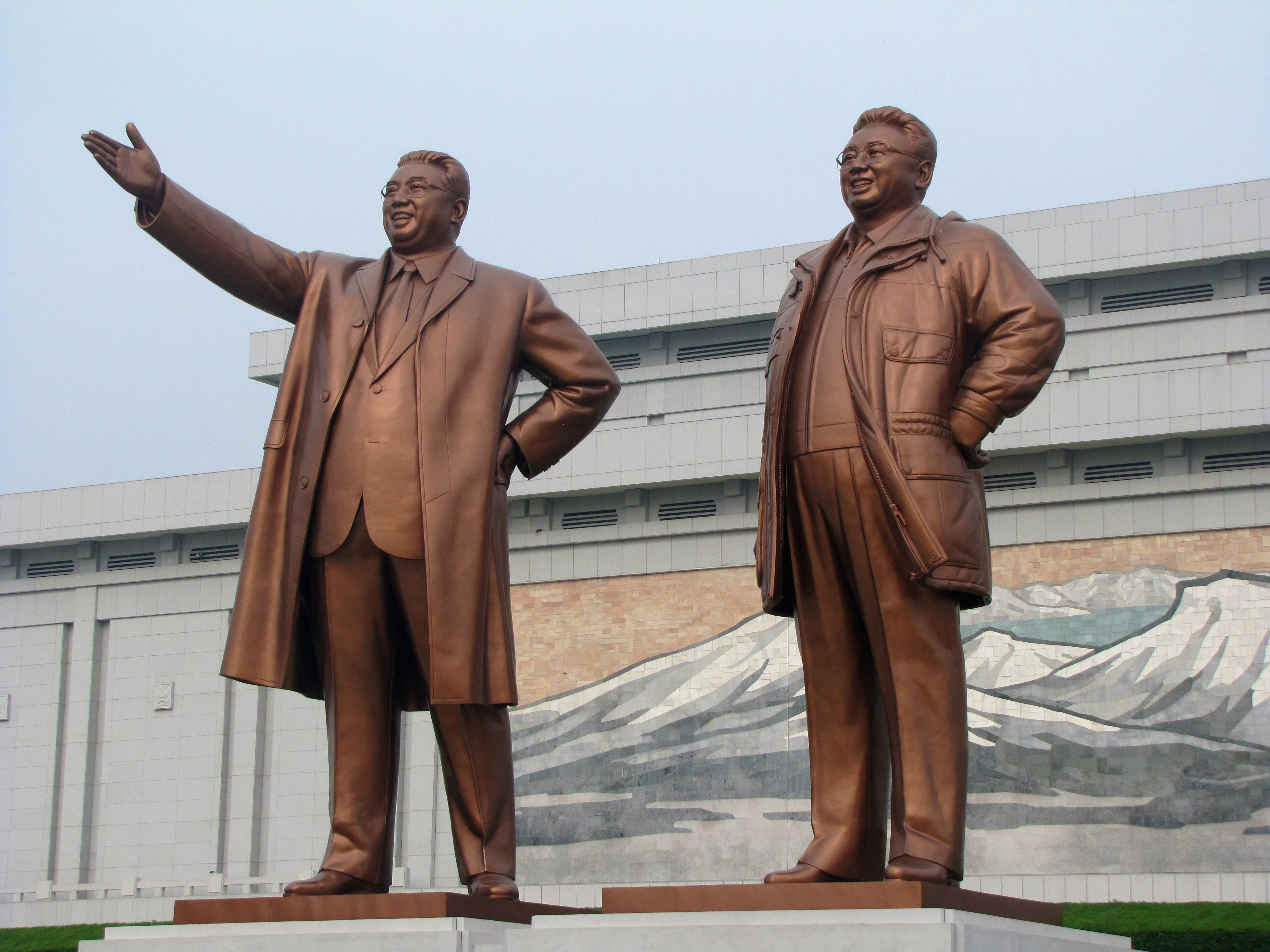
Bronsstatyer över Kim Il-sung och Kim Jong-il vid Monumentet i Mansu
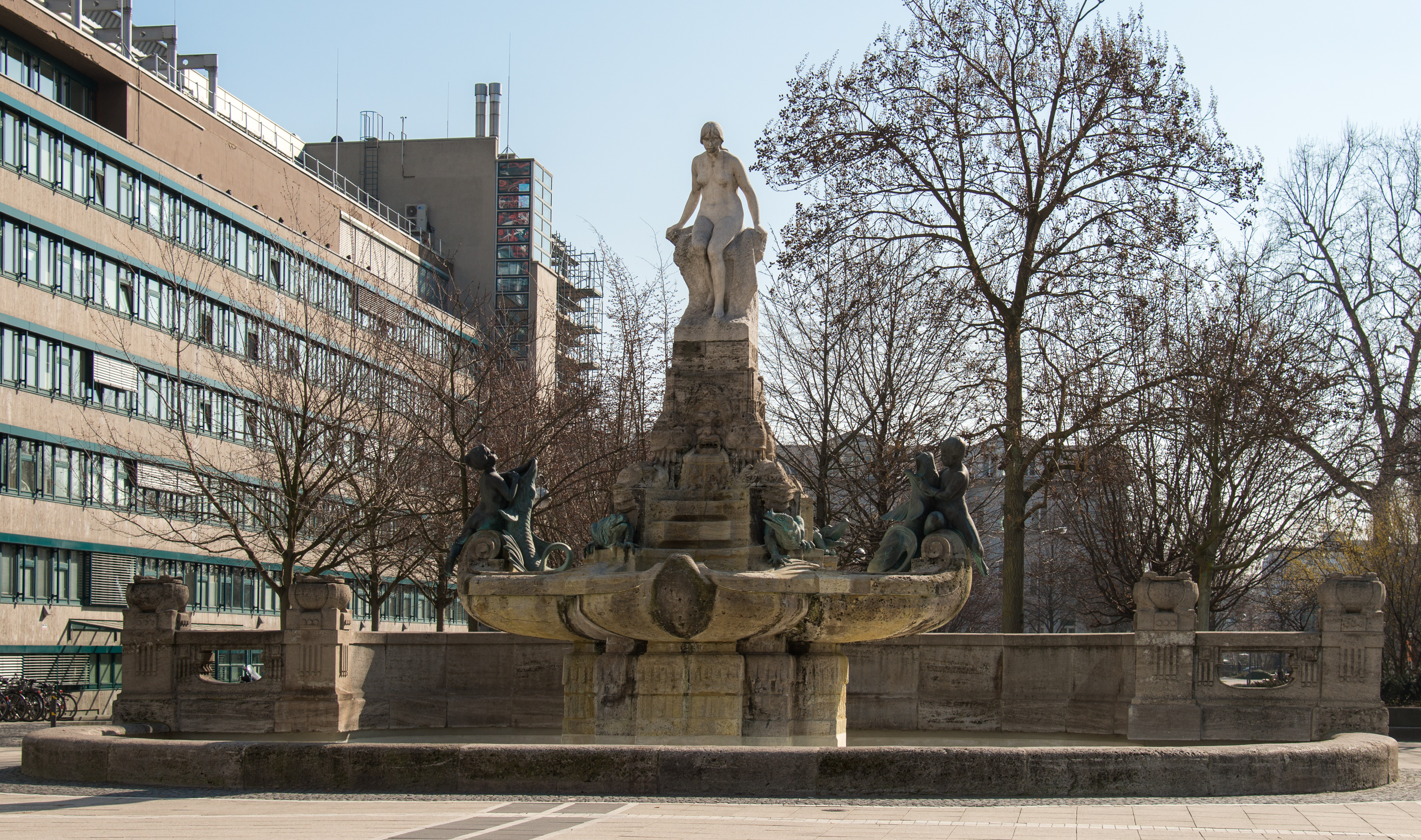
Sagofontänen i Frankfurt am Main